# Xanthotaenia burra
Xanthotaenia burra är en fjärilsart som beskrevs av Hans Ferdinand Emil Julius Stichel 1906. Xanthotaenia burra ingår i släktet Xanthotaenia och familjen praktfjärilar. Inga underarter finns listade i Catalogue of Life.